# Podolestes chrysopus
Podolestes chrysopus – gatunek ważki z rodziny Argiolestidae.
Owad ten występuje endemicznie na Borneo – w Brunei, indonezyjskim Kalimantanie oraz malezyjskim Sarawaku.